# Epiphyllum oxypetalum
Espèce
Classification phylogénétique
Statut de conservation UICN

 LC  : Préoccupation mineure
Statut CITES
Epiphyllum oxypetalum, l'Épiphyllum à larges feuilles, est une espèce de plantes épiphytes appartenant à la famille des Cactaceae. C'est une espèce remarquable d'Epiphyllum qui ne fleurit que la nuit, parfois pour ne donner seulement qu'une ou deux grandes fleurs par an.

## Appellations
Oxypetalum signifie en latin "à pétales pointus".
En chinois, on l'appelle 昙花一现 (tán huā yī xiàn) qui signifie « qui dure peu de temps », car les fleurs de cette plante fleurissent à la tombée de la nuit et se fanent dès le lendemain matin. En japonais, elle porte le nom 月下美人 (gekka bijin), littéralement « la belle sous la lune ». Les Vietnamiens la nomment Hoa Quỳnh  mais au quotidien il existe parfois quelques confusions avec d'autres variétés d'Epiphyllum, aussi hoa quỳnh trắng désigne plutôt Epiphyllum oxypetalum alors que hoa quỳnh đỏ correspond à Epiphyllum ackermannii. De manière plus poétique, on parle aussi de Hoa Dạ Quỳnh Hương.
Elle est souvent appelée « belle de nuit » (à ne pas confondre avec Mirabilis jalapa) ou « fleur de lune » car elle ne s'ouvre que la nuit, ou encore « berceau de Moïse » aux Antilles. Dans les régions au climat non tropical, ce peut n'être qu'une à deux nuits par an, ce qui en fait un phénomène assez exceptionnel.

## Description

Épiphyllum à larges feuilles
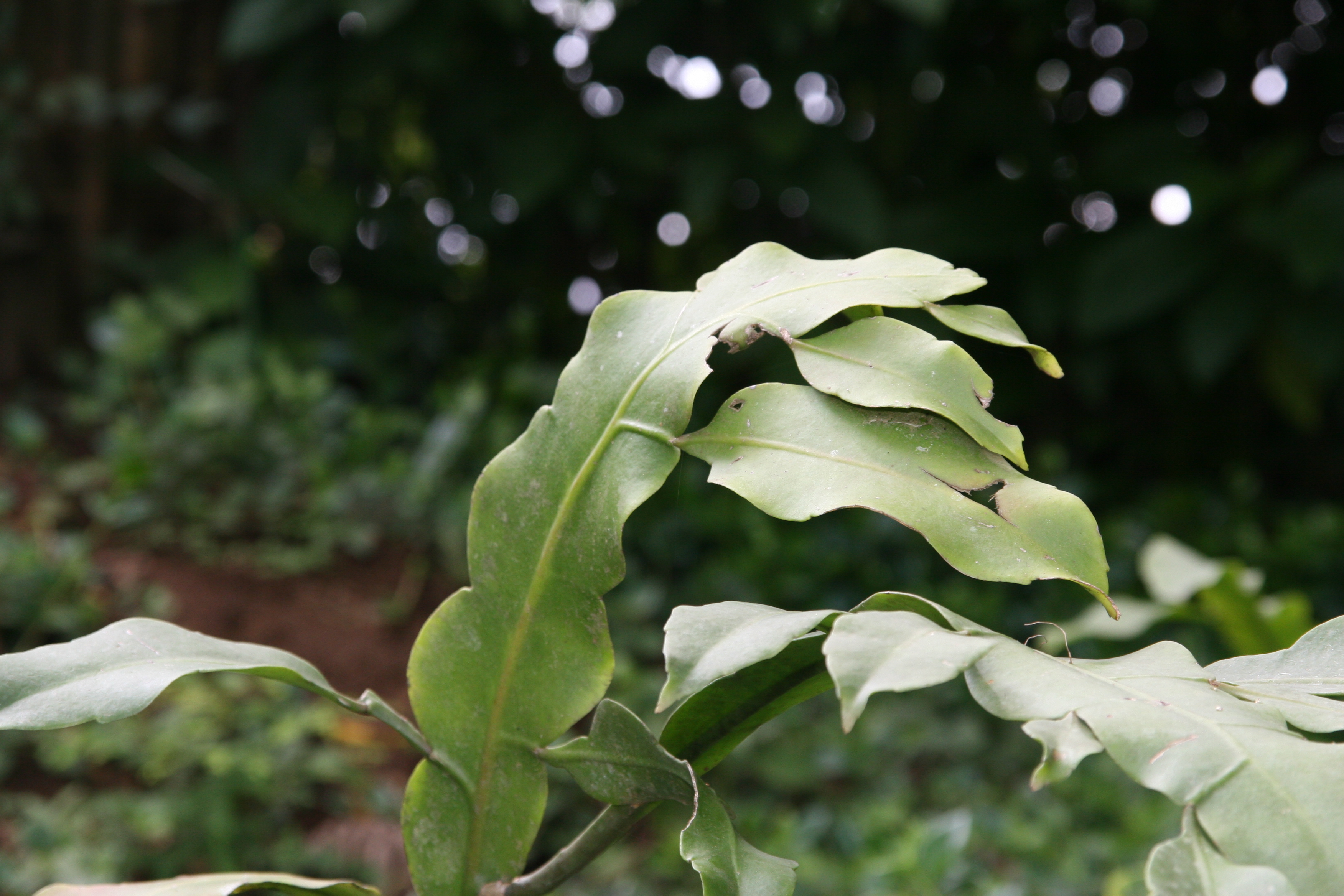
Tiges aplaties ressemblant à des feuilles
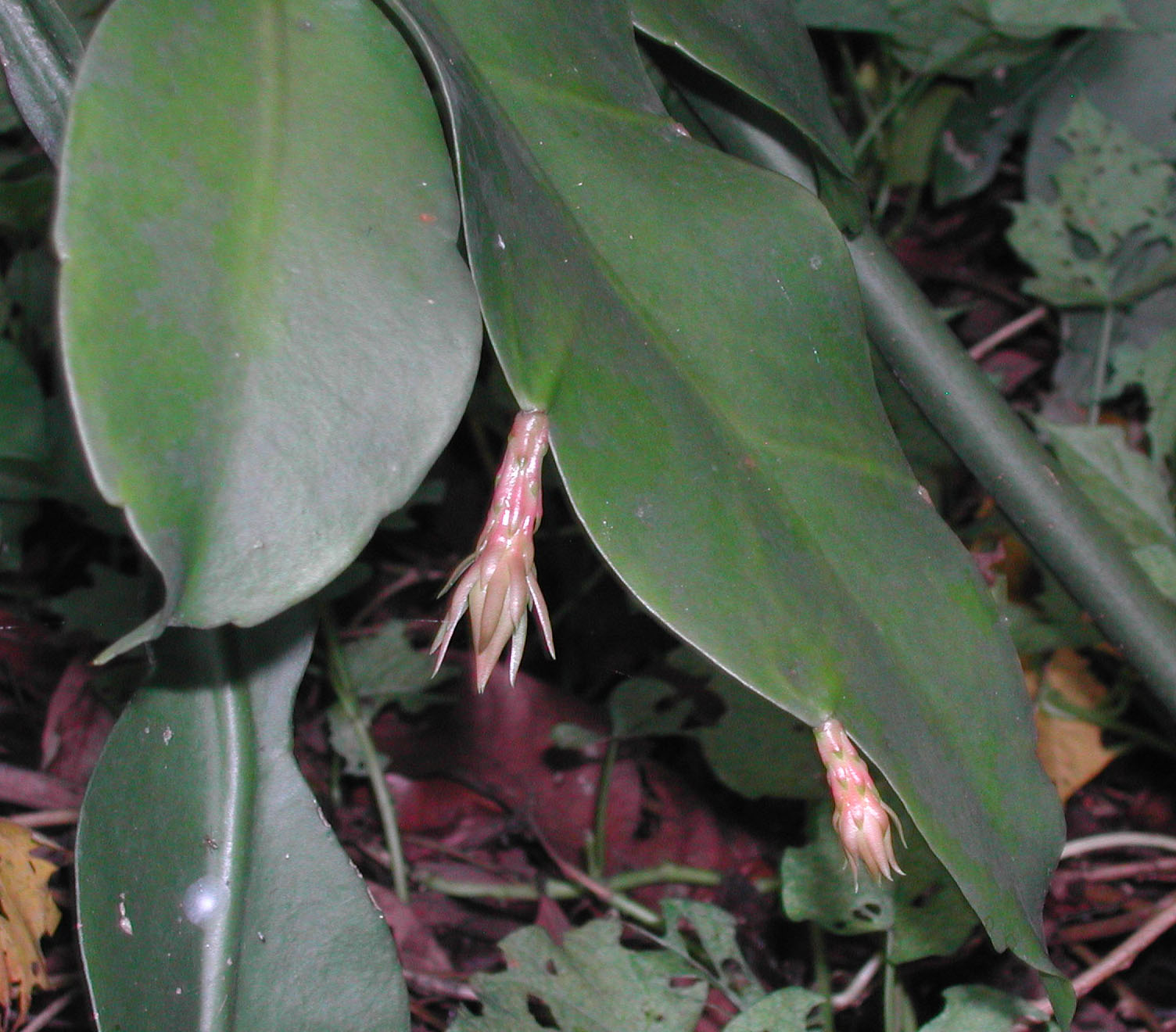
Émergence des boutons de fleurs
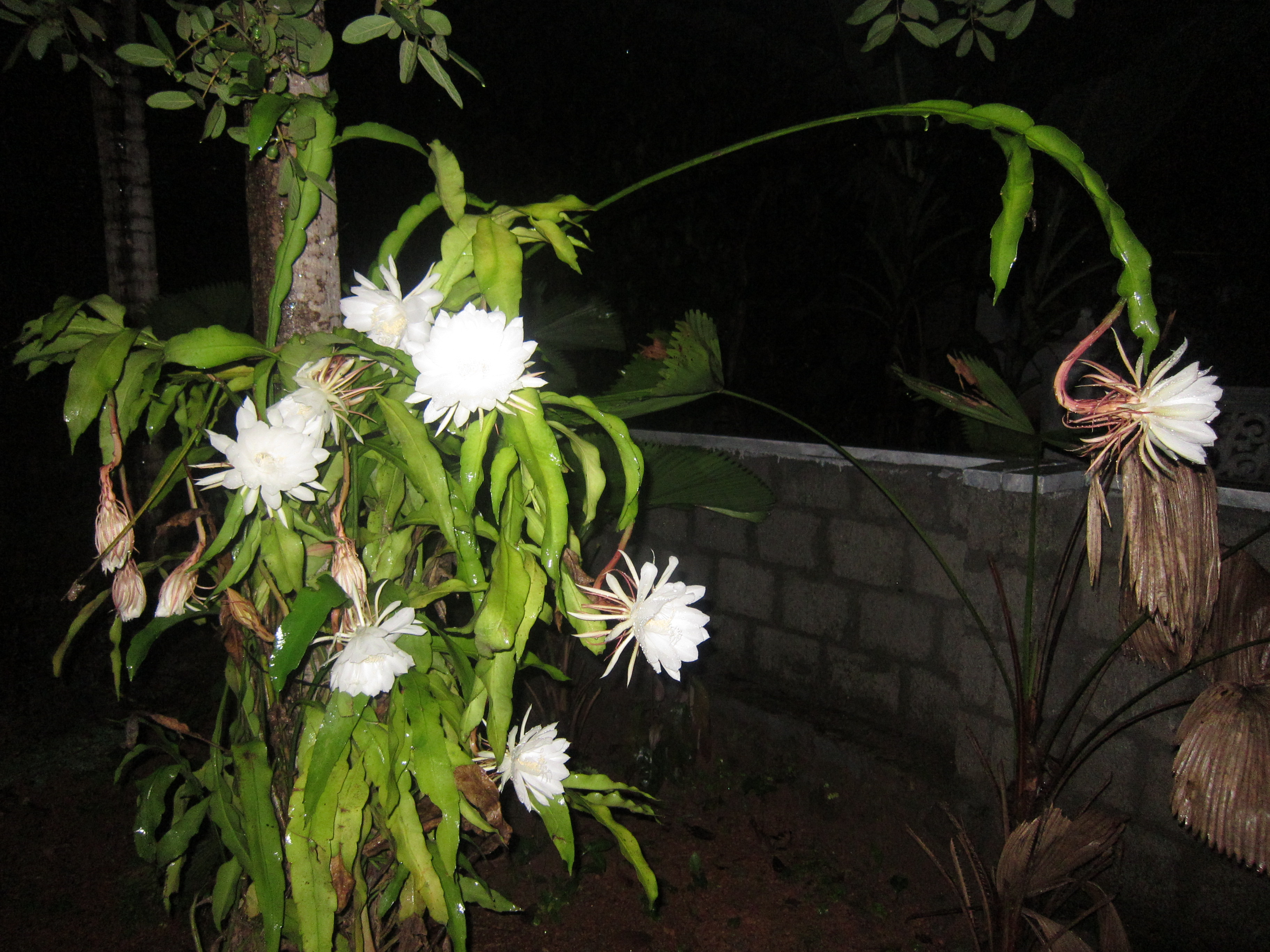
Aspect général en pleine floraison nocturne
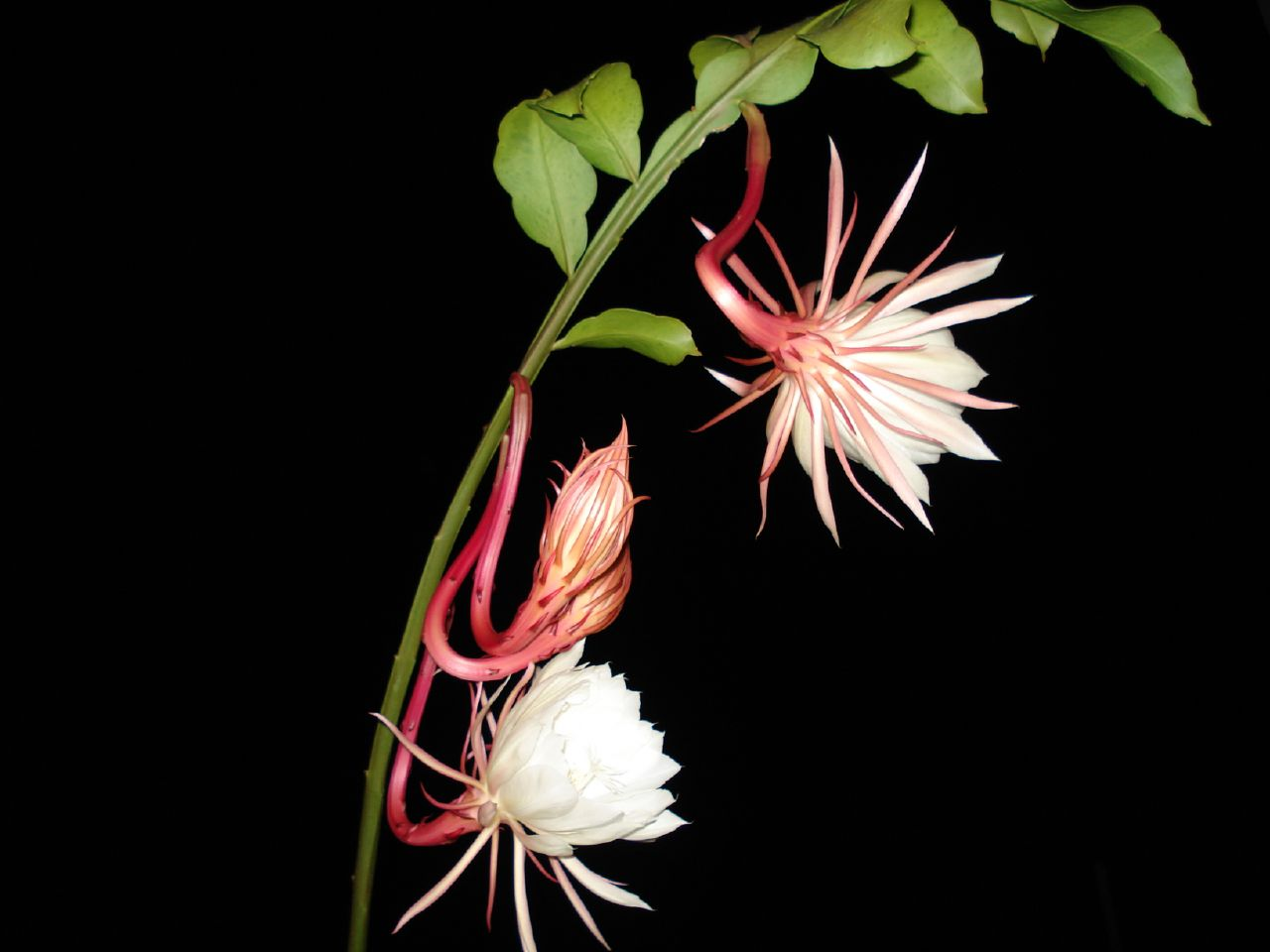
Floraison

L'épiphyllum ne fait pas de feuilles mais des tiges aplaties ressemblant à des feuilles. En effet, cette plante épiphyte s'est adaptée à des environnements peu lumineux en augmentant sa surface pour capter au mieux la lumière.
Les tiges sont dressées, ascendantes et abondamment ramifiées. Les tiges primaires peuvent mesurer jusqu'à 3 m de long, aplaties latéralement et ligneuses à leurs bases. Les tiges secondaires sont plates, elliptiques-acuminées, jusqu'à 30 cm x 10-12 cm. Les marges de la tige sont peu profondément crénelées et ± ondulées.
La floraison commence en fin de printemps et dure jusqu'en fin d'été. Les fleurs mesurent jusqu'à 30 cm de long et 17 cm de large. Très parfumées, elles sont produites la nuit à partir du bord des tiges aplaties. Le principal composant de l'arôme des fleurs est le salicylate de benzyle. Les réceptacles floraux arqués ont une longueur de 20 cm, une épaisseur de 1 cm et sont de couleur brunâtre. Les tépales extérieurs roux à ambre sont linéaires, aigus (oxy- = piquant en grec, d'où oxypetalum) et mesurent de 8-10 cm de long. Les tépales internes sont blanchâtres, oblancéolés, acuminés, jusqu'à 8-10 cm de long et 2,5 cm de large. Les étamines sont blanc verdâtre ou blanches. Les styles sont blanc verdâtre, jaune pâle, ou blanc, 4 mm d'épaisseur.
Les fruits sont oblongs, jusqu'à 12 x 8 cm, rouge violacé et inclinés.

## Habitat
Epiphyllum oxypetalum est originaire du sud du Mexique et de vastes zones de l'Amérique du Sud. Il est largement cultivé et a échappé à la culture dans les régions tropicales. Il est naturalisé en Chine.

## Culture
Epiphyllum oxypetalum est l'espèce le plus souvent cultivée du genre Epiphyllum. C'est une plante à croissance rapide facile à cultiver.
L'épiphyllum n'aime pas le soleil direct et pousse très bien à l'ombre d'un arbre dès que les températures ne descendent plus sous les 10-12 °C. En hiver, on placera la plante en serre froide où la température ne devra pas être inférieure à 10 °C.
La plante fleurit mieux lorsque ses racines sont à l'étroit. On la plantera donc dans un pot à peine plus grand que le système racinaire existant dans un substrat très drainant.

### Vie éphémère et mort d'une belle de nuit, la fleur de lune
Reportage fait entre le 8 et le 13 septembre 2008 à Cannes, la lune étant décroissante, à moitié pleine, le temps encore très doux et humide (pas de mistral frais). La plante avait été reproduite par bouture un an auparavant.

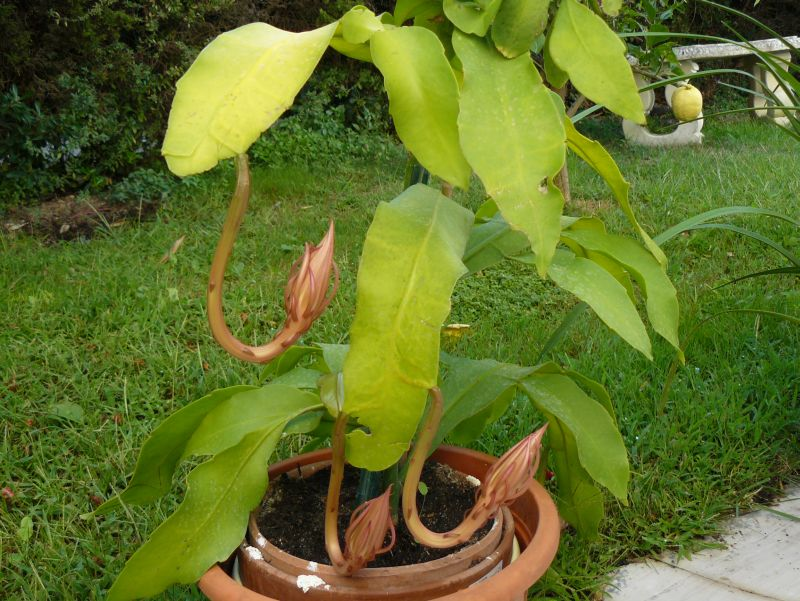
4 jours avant leur floraison. On voit que les tiges sortent des feuilles.
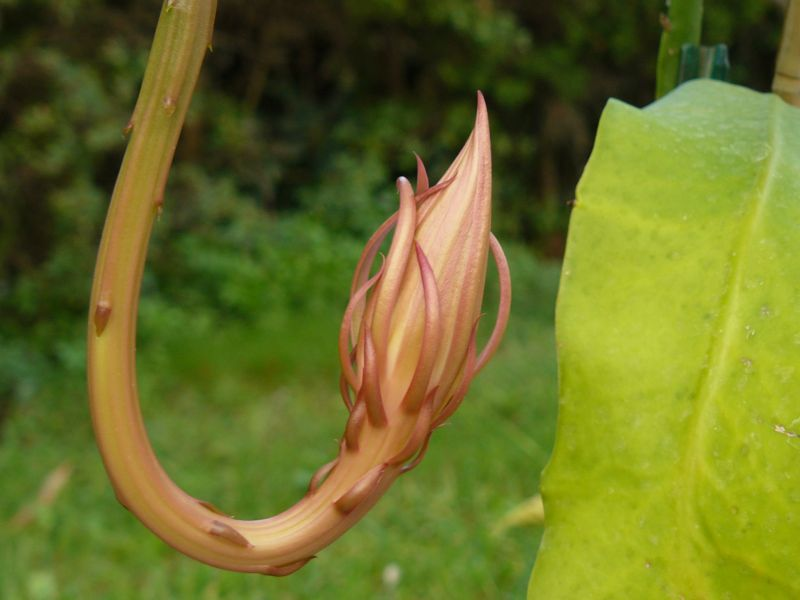
Une fleur proche de son épanouissement.
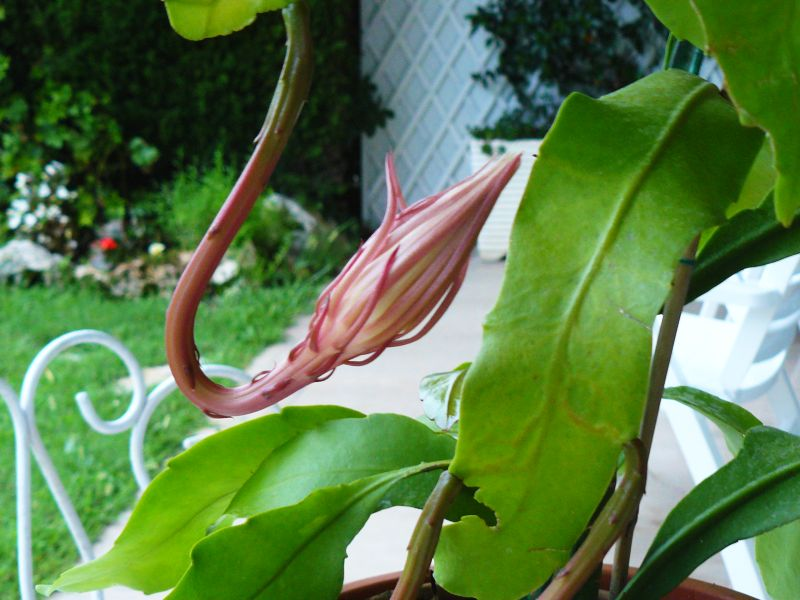
Matin de la floraison, la fleur commence à blanchir.
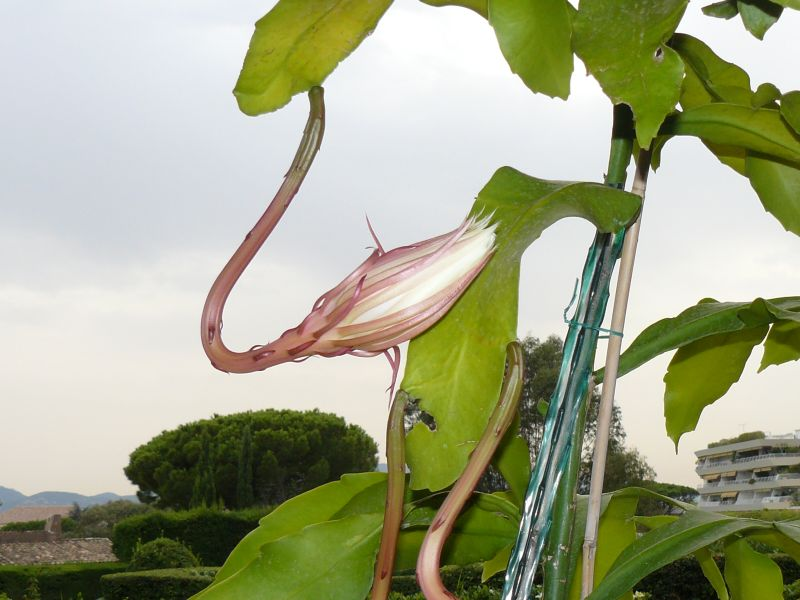
Après-midi de la floraison.
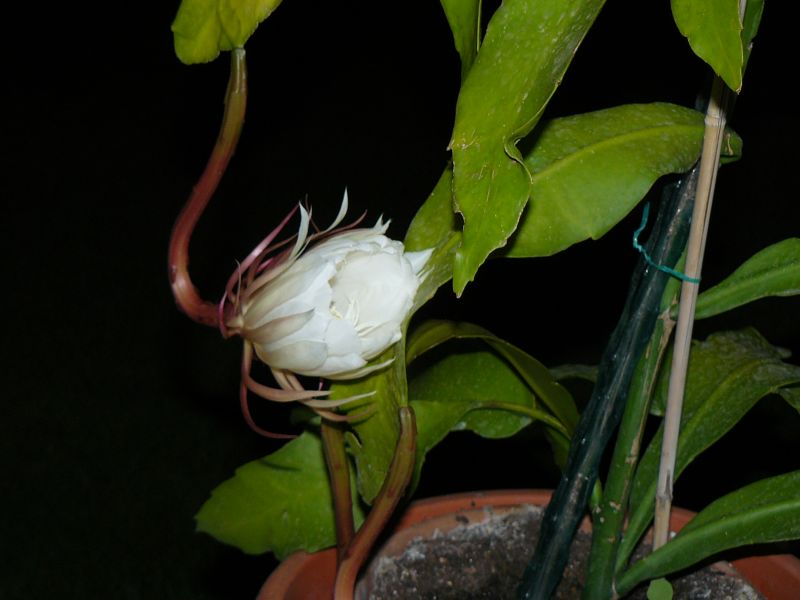
21 h 16, la fleur commence à s'ouvrir avec la nuit.
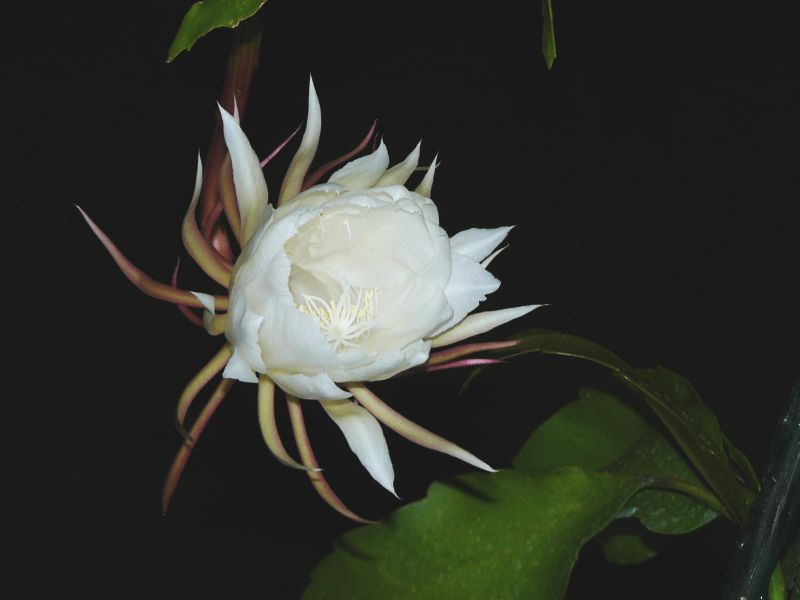
21 h 29
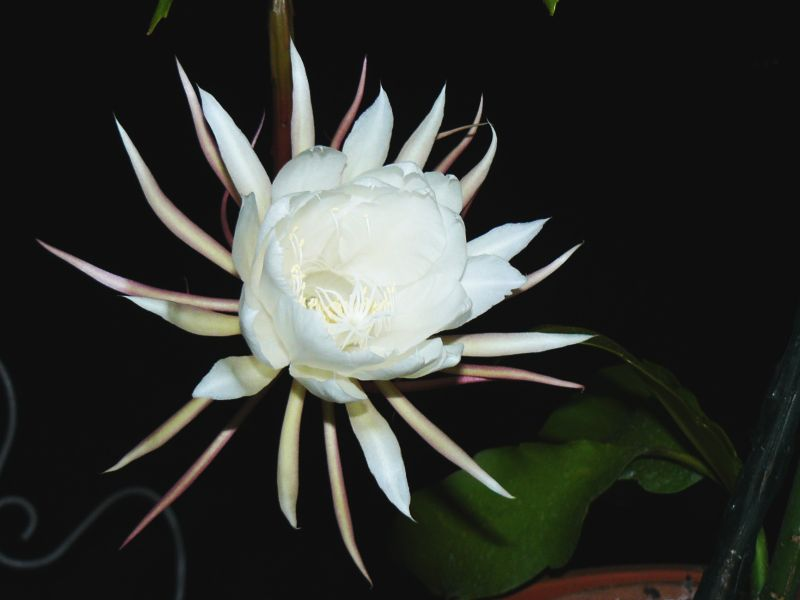
21 h 52, elle atteint environ 20 cm
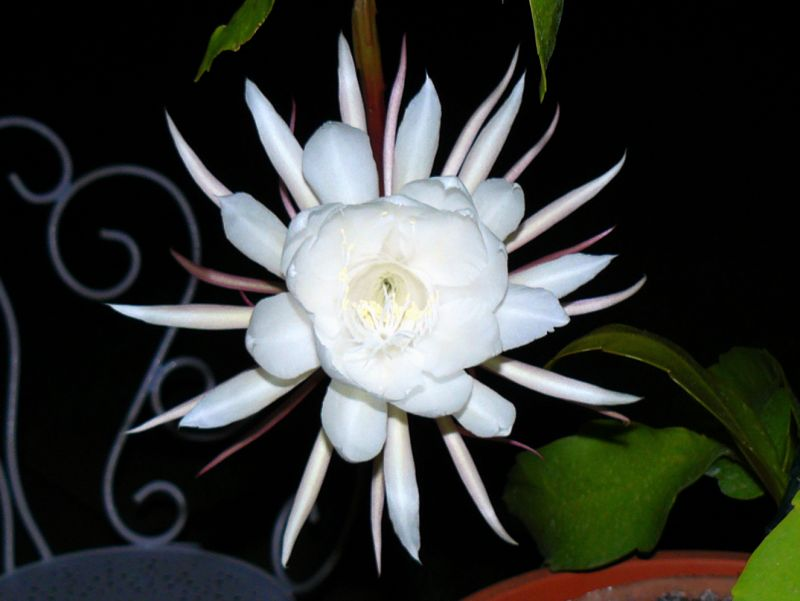
22 h 42, à complet épanouissement un parfum délicat s'en dégage.
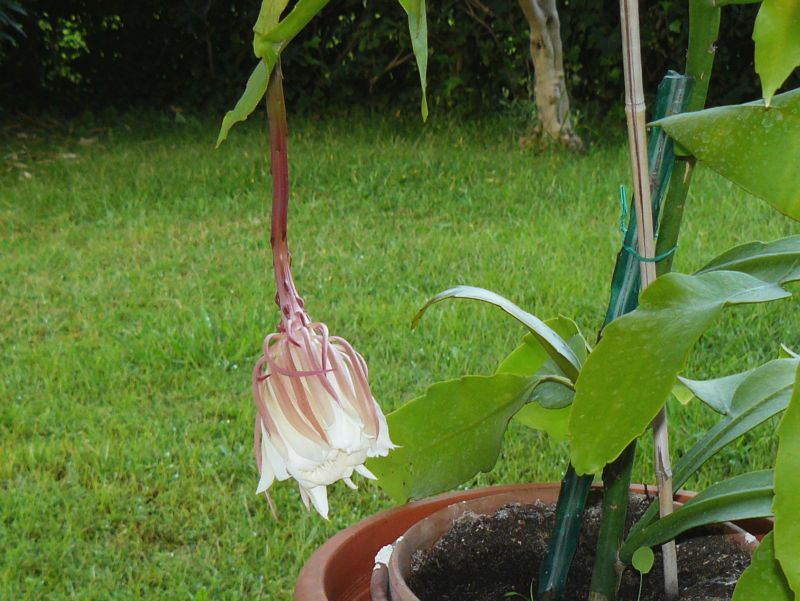
Le lendemain matin elle pend
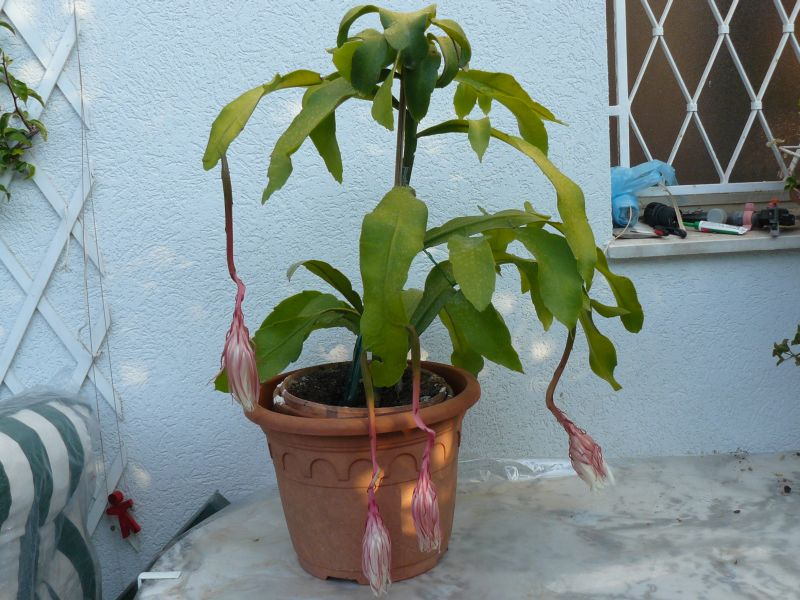
Aspect général, 2 jours après floraison.

### Animation en time-lapse: Floraison nocturne de Sélenicereus (Epiphyllum oxypetalum)
Floraisons Nocturnes en time-lapse et en 3D - A voir en anaglyphe Rouge et Cyan (Color)
- Remplacer Off par 3 secondes et presser la touche a pour lancer l'animation.
- Ou cliquez sur les flèches à droite pour avancer en pas à pas, et à gauche pour reculer.